# Antônio Torres
Antônio Torres (Sátiro Dias, 13 de setembro de 1940) é um escritor brasileiro, ocupante da cadeira 23 da Academia Brasileira de Letras,. É também membro da Academia de Letras da Bahia na qual, desde 2015, passou a ocupar a cadeira 9, na sucessão a João Ubaldo Ribeiro, membro da Academia Petropolitana de Letras, e sócio-correspondente lusófono da Academia de Ciências de Lisboa.[carece de fontes?]
Com dezessete livros publicados, Torres estreou em 1972, com o romance Um Cão Uivando para a Lua, considerado a revelação daquele ano, causando um grande impacto tanto na crítica quanto no público. Ao longo da sua carreira ganhou alguns dos mais importantes prêmios nacionais, como o Prêmio Machado de Assis, da Academia Brasileira de Letras, pelo conjunto da sua obra. Entre seus livros mais conhecidos figuram os que compõem a trilogia Essa Terra, O Cachorro e o Lobo, Pelo Fundo da Agulha, merecendo destaque também os romances Um Táxi para Viena d'Áustria e Meu Querido Canibal, assim como o livro de contos Meninos, eu Conto, além de Querida Cidade, considerado pela crítica como "um romance que nos faz sonhar acordados".
Com várias edições no Brasil, Antônio Torres vem sendo traduzido em muitos países, da Argentina ao Vietnã e Paquistão.[carece de fontes?]

## Biografia
Torres nasceu num povoado chamado Junco (atual Sátiro Dias), no sertão da Bahia.
Descobriu a vocação literária na escola rural de sua terra, incentivado por sua professora. Logo começou a escrever as cartas dos moradores da cidade, a recitar poemas de Castro Alves na pracinha do lugar e a ajudar o padre a rezar missa em latim. Estudou em Alagoinhas e Salvador, onde se tornou repórter do Jornal da Bahia. Foi jornalista e publicitário em São Paulo, Portugal e Rio de Janeiro.[carece de fontes?]

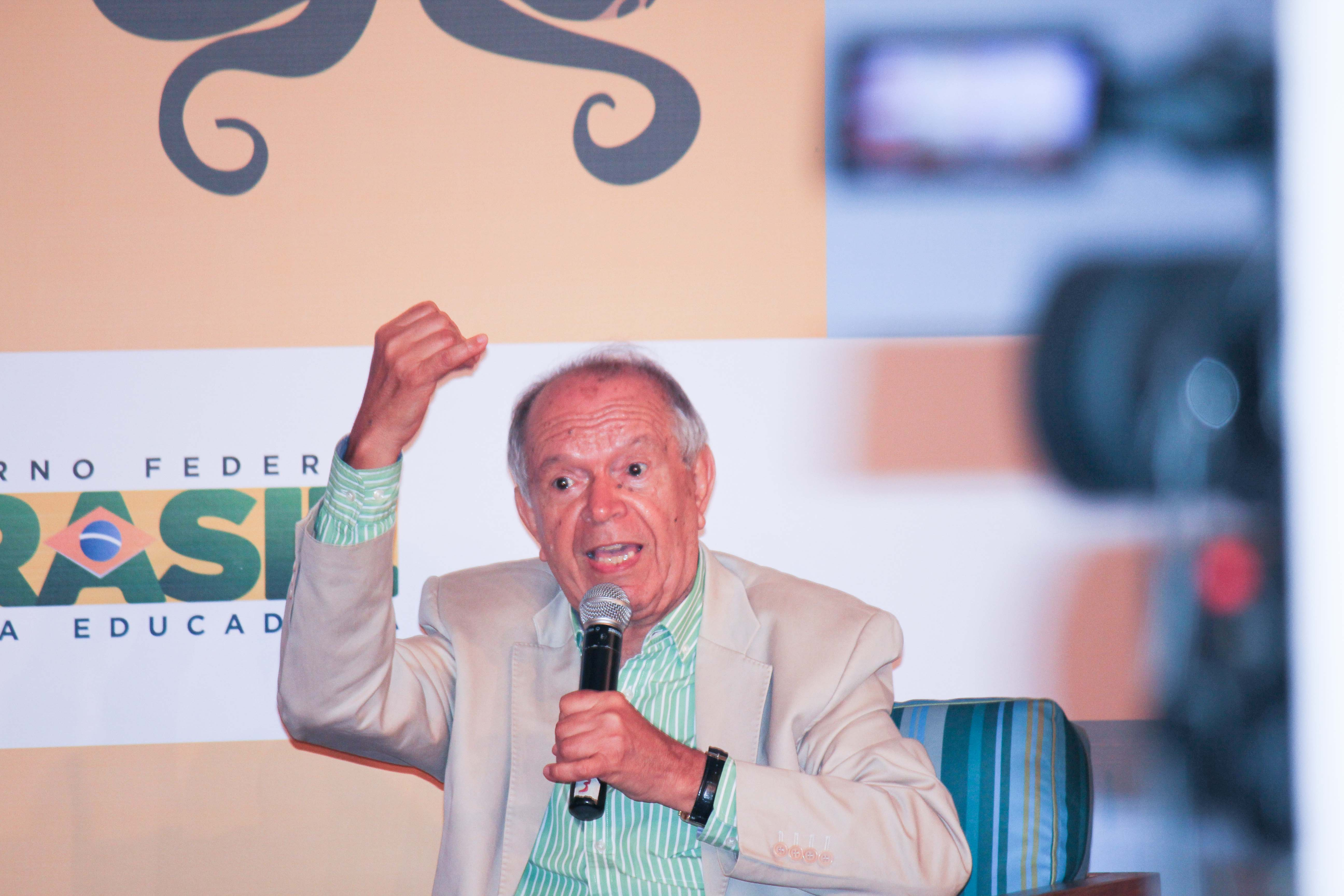
Antônio Torres durante a Festa Literária Internacional de Cachoeira de 2015.

Tem romances e contos traduzidos em 21 países (Argentina, Cuba, Estados Unidos, França, Espanha, Alemanha, Itália, Holanda, Inglaterra, Israel, Bulgária, Romênia, Paquistão, Croácia, Portugal, Vietnã, Uruguai, Canadá, México, Polônia, Turquia).[carece de fontes?]
Foi condecorado com o título de “Chevalier des Arts et des Lettres” pelo governo da França, em 1998, por seus livros traduzidos lá até então: Essa terra (que deu ao seu tradutor, Jacques Thiériot, o Grand Prix Cultura Latina), e Um táxi para Viena d’Áustria. Mais tarde (2017), o Ministério da Educação francês escolheu o seu conto "Por um pé de feijão" para o concurso "Agrégation", destinado ao ensino de Português nas escolas daquele país, e que foi disputado por 40 candidatos para uma única vaga. No Brasil, esse conto está publicado no livro "Meninos, eu conto" e integra a antologia dos "Cem melhores contos brasileiros do século", organizada por Ítalo Moriconi. 
Em 2000 recebeu o Prêmio Machado de Assis da Academia Brasileira de Letras pelo conjunto de sua obra.
Entre 1999 e 2005 foi Escritor Visitante da Universidade do Estado do Rio de Janeiro (UERJ) ministrando oficinas literárias, realizando aulas inaugurais e proferindo palestras nos campus do Maracanã, de São Gonçalo e de Duque de Caxias.
O autor já participou por duas vezes do júri do Prêmio Casa de las Américas, de Cuba (1984 - com Nélida Piñon, Rubem Fonseca, Otávio Ianni e Dinorah do Valle, e 1999, com Thiago de Mello), e do Prêmio Camões (1995, em Lisboa, com Márcio Souza e Affonso Romano de Sant'Anna, quando o premiado foi José Saramago).
É casado desde janeiro de 1972 com a professora doutora Sonia Torres, com a qual tem dois filhos: o professor, empresário especializado em tecnologia da informação, também jornalista e também escritor Gabriel Torres (nascido a 7 de julho de 1974) e o músico Tiago Torres (nascido a 29 de março de 1977).
Depois de viver muitos anos entre São Paulo e Rio de Janeiro, passou a residir em Itaipava (distrito de Petrópolis) na região serrana fluminense.

## Crítica literária
A partir de Essa Terra, seu terceiro romance, Torres começou a descrever o choque do reencontro do emigrante do sertão, já urbanizado, com sua terra natal. A crítica, porém,  tem destacado que ele passeia com a mesma desenvoltura por cenários tanto rurais quanto urbanos - "Um táxi para Viena d'Áustria", por exemplo -, e da História: "Meu querido canibal" e "O nobre sequestrador". Com estes três romances, mais "O Centro das nossas desatenções", ele compôs uma tetralogia carioca. Foi o ganhador do Grande Prêmio Cidade do Rio de Janeiro, conferido pela Academia Carioca de Letras em 2016, pelo conjunto da sua obra.[carece de fontes?]
Em Meu Querido Canibal (de 2000), Torres reconfigura o indígena brasileiro como nos relatos de viagem, com uma narrativa pós-moderna, revisitando o estilo tão comum nos tempos coloniais. Ao retratar o personagem histórico Cunhambebe, o autor procura inverter os valores cristãos que o qualificavam na historiografia como "selvagem", para fazê-lo um "herói" e desconstruir a dicotomia colonial.
"Romancista original que sabe transpor os confins regionais para se tornar um escritor internacional, sem perder o sabor da região de origem, o baiano Antônio Torres é autor de uma obra que foi crescendo nos anos, desde 'Um cão uivando para a Lua' (1972), através de 'Os homens dos pés redondos' (1973), 'Essa Terra' (1976), o mais bem sucedido e exportado, até 'Um táxi para Viena d'Áustria' (1991)". Luciana Stegagno Picchio (1922-2008), na História da Literatura Brasileira, publicada pela Academia Brasileira de Letras em coedição com a Lacerda Editores, em 2004.  

## Prêmios
- Prêmio do Pen Clube do Brasil - 1987 -, para "Balada da Infância Perdida".
- Prêmio Hors concours de romance - 1997 -, da União Brasileira  de Escritores, para "O cachorro e o lobo".
- Chevalier des Arts et des Lettres - 1998 -, condecorado pelo governo francês por seus livros traduzidos na França: "Essa Terra" e "Um táxi para Viena d' Áustria".
- Selo Altamente Recomendável - 1999 -, da Fundação Nacional do Livro Infantil e Juvenil para "Meninos, eu conto".
- Prêmio Machado de Assis - 2000 -, concedido pela Academia Brasileira de Letras para o conjunto da obra.
- Prêmio Passo Fundo Zaffari & Bourbon de Literatura - 2001-, da 9ª Jornada Nacional de Literatura de Passo Fundo - RS, para "Meu Querido Canibal".
- Um dos ganhadores do Prêmio Jabuti de 2007 com o romance "Pelo fundo da agulha".
- Em 2015, os seus romances históricos "Meu querido canibal" e "O nobre sequestrador" receberam da Prefeitura do Rio de Janeiro o Selo Oficial dos 450 anos de fundação da cidade.
- Grande Prêmio Cidade do Rio de Janeiro - 2016 -, concedido pela Academia Carioca de Letras, para o conjunto da obra.
- Prêmio João Roberto d'Escragnolle - 2018 -, concedido pela Academia Petropolitana de Letras, para o conjunto da obra.
- Prêmio Leodegário de Azevedo Filho de Literaturas de Língua Portuguesa - 2020 -, concedido pela Academia Brasileira de Filologia, pelo conjunto da obra.
- Prêmio Maestro Guerra Peixe de Cultura, na categoria Notório Reconhecimento - 2021 -, concedido pela Prefeitura Municipal de Petrópolis, considerado o mais importante do interior do estado do Rio de Janeiro.

## Homenagens
- 1º de outubro de 2023 - Inauguração da sede própria da Biblioteca Pública Antônio Torres, fundada em 1991, em Sátiro Dias, que contou com a presença de vários escritores, dentre eles: Taurino Araújo, Décio Torres Cruz e Luiz Eudes. [7] [8]
- No dia 29 de janeiro de 2020, Antônio Torres recebeu em Lisboa uma homenagem da Fundação José Saramago, quando foi saudado pelas escritoras Teolinda Gersão e Leonor Xavier, e o poeta Viton Araújo. Ao longo do ano, Torres viria a receber outras homenagens, embora virtualmente, em comemoração dos seus 80 anos. A saber:
  - Da Academia de Letras da Bahia, da Academia de Letras do Brasil (seccional de Campos dos Goytacazes), da Academia Brasileira de Letras, onde foi saudado pelos acadêmicos Domício Proença Filho, Ana Maria Machado e João Almino, da Academia Mineira de Letras, quando foi entrevistado pelo seu presidente, Rogério Faria Tavares. 
    - Da Uneb - Universidade do Estado da Bahia, e UEFS - Universidade Estadual de Feira de Santana, em eventos organizados pelo professor/ escritor Aleilton Fonseca, e a participação dos professores Lícia Soares de Souza e Gildeci de Oliveira Leite, culminando em uma mesa internacional com a participação da escritora portuguesa Teolinda Gersão, as professoras Ascensión Rivas-Hernández (Universidade de Salamanca), Brigitte Thiérion (Sorbonne Nouvelle), Vania Pinheiro Chaves (Univ. de Lisboa), Rita Olivieri-Godet (Univ. de Rennes), e Dominique Stoenesco, o tradutor francês dos romances Meu querido canibal e O nobre sequestrador.

  - Do Institut Franco-Brésilien Alter Brasilis, sob a coordenação de Mazé Torquato Chotil, jornalista e escritora brasileira radicada em Paris, e a participação do tradutor Dominique Stoenesco.
  - Da Pontifícia Universidade Católica do Chile, campus de Valparaíso, em mesa comandada pela professora/ tradutora Mónica González García e a participação da professora Ivana Gund, da Uneb (Teixeira de Freitas, Ba).
  - Da Festa Literária Internacional da Chapada Diamantina, Bahia, com a participação do escritor Aleilton Fonseca.
  - Do programa "Etc e Tal", da TV Petrópolis, apresentado pela poeta Ivone Sol.
  - Da Casa do Poeta de Alagoinhas (Ba), em evento organizado pela profa. Maria José Oliveira Santos, com apresentação dos professores Wagner Santana e Noêmia Alves, e a participação da secretária de Cultura daquela cidade, Iraci Gama.
  - Da Biblioteca Municipal Dulce Figueiredo, na cidade de Coração de Maria, Bahia, onde foi apresentado o cordel "Homenagem aos 80 anos do imortal Antônio Torres", escrito pelos professores Juliana Maciel e Luciano Ferreira.
  - Da União Brasileira de Escritores (UBE - São Paulo), quando foi saudado pelo seu secretário geral, Rogério Duarte, e entrevistado pelo seu presidente, Ricardo Ramos Filho.
- Em 13 de dezembro de 2019, tomou posse na Academia Petropolitana de Letras, onde passou a ocupar a cadeira número 1, sucedendo ao poeta Gustavo Wider. Foi recebido na instituição literária máxima de Petrópolis pelo seu presidente, o escritor Gerson Pereira Valle.
- Autor homenageado da FLIA - Festa Literária de Alagoinhas, Bahia - em 27 de novembro de 2018.
- Em 5/11/2018, recebeu o título de Doutor Honoris Causa da Universidade Estadual de Feira de Santana, Bahia, a primeira instituição do ensino superior no interior daquele estado.
- Eleito sócio-correspondente lusófono na Classe de Letras da Academia de Ciências de Lisboa - em 19 de abril de 2018.
- Autor homenageado da Festa Literária do Nordeste Baiano, promovida pelo Colégio Kolping, na cidade de Cipó, em 28 de abril de 2018.
- Dia 23 de novembro de 2017: autor homenageado da 5a edição da Feira de Literatura Baiana realizada no Colégio Estadual Senhor do Bonfim, da cidade de Cansanção, na Bahia[9]
- Dia 27 de agosto de 2017: recebeu o título de Cidadão Madalenense, conferido pela Câmara de Vereadores de Santa Maria Madalena, RJ.[10]
- Autor homenageado do evento Expoentes da Literatura, coordenado pelo Prof. Leandro Antonio Rodrigues, na Universidade Católica de Petrópolis, nos dias 27 e 28 março de 2017.[11]
- Autor homenageado da Flim, a Festa Literária de Santa Maria Madalena, RJ - 2016
- Autor homenageado, junto com a Professora Elisabet Moreira, do 3o. Clisertão - Congresso do Livro, Leitura e Literatura do Sertão, realizado na Universidade de Pernambuco, campus de Petrolina - 2016
- Recebe o título de Cidadão Soteropolitano, conferido pela Câmara Municipal de Salvador, Ba -2015
- Recebe o título de Cidadão Petropolitano, conferido pela Câmara Municipal de Petrópolis, RJ - 2015
- Autor homenageado da Flica, a Festa Literária Internacional de Cachoeira, Ba - 2015
- Seus romances Meu querido canibal e O nobre sequestrador recebem o Selo Oficial dos 450 anos do Rio de Janeiro, concedido pela Prefeitura daquela cidade - 2015
- Autor homenageado, junto com Nélida Piñon e Ney Lopes, da 23a. campanha Paixão de Ler, da Secretaria Municipal de Cultura do Rio de Janeiro - 2015
- Recebe o título de Cidadão Alagoinhense, conferido pela Câmara Municipal de Alagoinhas, Ba - 2013
- Autor homenageado da Flimar, a Festa Literária de Marechal Deodoro, AL - 2012
- Homenageado na Universidade Estadual de Feira de Santana, Bahia, por ocasião do seminário Narrativas e viagens do Junco ao mundo: 70 anos de Antônio Torres, realizado nos dias 8 e 9 de setembro de 2010, quando foi lançado o livro "Espaço Nacional, Fronteiras e Deslocamentos na Obra de Antônio Torres, organizado por Cláudio Clédson Novaes e Roberto Henrique Seidel, e publicado pela UEFS Editora.
- Patrono da Primavera dos Livros, realizada pela Libre no Museu da República (Rio de Janeiro) - 2007 .

## Publicações
- Um Cão Uivando para a Lua (romance). Rio de Janeiro, Edições Gernasa, 1972; 3a ed., São Paulo, Ática, 1979.
- Os Homens dos Pés Redondos (romance). Rio de Janeiro, Francisco Alves, 1973; 3a ed., Rio de Janeiro, Record, 1999.
- Essa Terra (romance) São Paulo, Ática, 1976; 15a ed., Rio de Janeiro, Record, 2001.
- Carta ao Bispo (romance). São Paulo, Ática, 1979; 2a ed., São Paulo, Ática, 1983.
- Adeus, Velho (romance). São Paulo, Ática, 1981; 4a ed., São Paulo, Ática, 1994.
- Balada da Infância Perdida (romance). Prêmio em 1987, Pen Clube do Brasil, categoria "Romance". Rio de Janeiro, Nova Fronteira, 1986; 2a ed., Rio de Janeiro, Record, 1999.
- Um Táxi para Viena D’Áustria - por ter este livro e Essa Terra traduzidos na França, recebe, do governo francês, o título de "Cavaleiro das Artes e das Letras" em 1998. São Paulo, Companhia das Letras, 1991; 4a ed., Rio de Janeiro, Altaya/Record - Coleção Mestres da Literatura Portuguesa e Brasileira, 1999; 5a ed., Record, 2001.
- O Centro das Nossas Desatenções (crônica). Rio de Janeiro, RioArte/Relume-Dumará, 1996.
- O Cachorro e o Lobo em 1999 ganha o Prêmio "Hors-concours de Romance" (para obra publicada) da União Brasileira de Escritores. Rio de Janeiro, Record, 1997; 2a ed., Rio de Janeiro, Record, 1998.
- O Circo no Brasil (crônica). Rio de Janeiro/São Paulo, Funarte/Atração, 1998.
- Meninos, Eu Conto (literatura para jovens). Rio de Janeiro, Record, 1999; 3a ed., Record, 2001.
- Meu Querido Canibal (romance). Rio de Janeiro, Record, 2000; 2a ed., Record, 2001.
- O Nobre Sequestrador (romance). Rio de Janeiro, Record, 2003.
- Pelo Fundo da Agulha (romance). 2006, Rio de Janeiro, Record.
- Minu, O Gato Azul (infantil) Rio de Janeiro, 2007.
- Sobre Pessoas (crônicas), Editora Leitura, Belo Horizonte, 2007.
- Do Palácio do Catete à venda de Josias Cardoso. Crônica. Editora Ibis Libris, 2007
- Querida Cidade, Editora Record, Rio de Janeiro, 2021.

## Academia Brasileira de Letras
Em 7 de novembro de 2013 Antônio Torres foi eleito para a cadeira 23 da Academia Brasileira de Letras (ABL) após ter concorrido com cinco candidatos, recebendo 34 votos dos 39 possíveis, que já foi ocupada por Machado de Assis, Lafayette Rodrigues Pereira, Alfredo Pujol, Otávio Mangabeira, Jorge Amado, Zélia Gattai e Luiz Paulo Horta. A cadeira 23 tem como patrono José de Alencar.
Torres foi candidato à ABL pela primeira vez em 2008, derrotado por Luiz Paulo Horta, para a mesma cadeira 23 que agora ocupa; e novamente em 2011, para a cadeira 31, sendo derrotado por Merval Pereira.